# Asociación Inglesa de Fútbol
La Asociación Inglesa de Fútbol (The Football Association en inglés, abreviada FA) es el máximo organismo del fútbol en Inglaterra y las dependencias de la Isla de Jersey, Guernsey y la Isla de Man. Fundada el 26 de octubre de 1863, es la asociación de fútbol más antigua del mundo y agrupa a todos los clubes profesionales de Inglaterra. La FA fue determinante en la formulación de las reglas del fútbol moderno y ocupa un lugar especial en la historia. Es miembro de la UEFA y de la FIFA, y ocupa un asiento permanente en el International Football Association Board (IFAB).
Al ser la primera federación nacional de fútbol de la historia, su influencia fue muy grande durante el primer periodo de expansión de este deporte, hasta el punto de que a principios del siglo XX varias federaciones extranjeras, incluidas algunas sudamericanas, también fueron miembros de la FA. A diferencia de las demás asociaciones nacionales, el nombre oficial de la FA no contiene el nombre de su país, ni tampoco el de su gentilicio (England o English).
Todos los clubes de fútbol profesional de Inglaterra deben ser miembros de la FA. La FA es responsable de las selecciones nacionales (masculina y femenina) de Inglaterra y es el órgano rector de la Premier League. Cabe destacar su papel de apoyo al fútbol amateur, organizando el Sistema Nacional de Ligas.

## Historia
Antes de que se llevara a cabo la primera reunión de la Football Association (FA) en la Freemason's Tavern en la Great Queen Street, en Londres el 26 de octubre de 1863, no existían reglas de juego mundialmente aceptadas para el fútbol. Con el objetivo de acordar reglas comunes a un deporte que era practicado con diversas reglas, se juntaron once clubes: Barnes, Blackheath, Charterhouse, Perceval House, Keningston School, War Office, Crystal Palace, Blackheath Propietary School, The Crusaders, Forest y No Name's Club.
En diciembre de ese año, poco después de publicadas las normas del juego, el Blackheath decidió retirarse de la FA al no estar de acuerdo con la regla que prohibía el hacking, una modalidad de zancadilla. En sus primeros años las reglas del juego sufrieron varios ajustes, y no fue sino hasta 1868 que se logró una estabilización en torno a las reglas del juego.
Para el año 1870 la FA se había expandido a 39 clubes. Al año siguiente se decide jugar un campeonato al cual se invitaba a todos los clubes afiliados a la FA. Con el nombre de Challenge Cup, el torneo comenzó a disputarse en 1872, siendo su primer vencedor el Wanderers imponiéndose en la final al Royal Engineers por 1 a 0, ante 2.000 espectadores.
Progresivamente los miembros de la FA iban en aumento. En 1881 existían 128 clubes afiliados, y paralelamente se fundaban 3 Asociaciones más, en Escocia (1873), Gales (1876) e Irlanda (1880). En 1882 se reunieron las cuatro federaciones de Gran Bretaña en una asamblea que acordó adoptar un código de reglas común, pues ya habían comenzado a disputarse los primeros partidos internacionales de la historia, siendo el primero jugado en el Kennington Oval de Londres entre las selecciones de Inglaterra y Escocia en 1870. Estas reuniones se repitieron en los años sucesivos, y en 1886 acordaron crear la International Football Association Board, organismo encargado de discutir las posibles reformas al reglamento.
En 1888 la FA forma la Football League, una de las primeras competencias nacionales de la historia del fútbol, sólo detrás de las ligas por condados de Inglaterra de 1864, que serviría como modelo para todas las demás competiciones de liga del mundo. En un comienzo la Football League fue disputada por 12 clubes, pero su número se fue ampliando poco a poco. Los primeros equipos en lugar la Football League fueron: Accrington FC, Aston Villa, Blackburn Rovers, Bolton Wanderers, Burnley, Derby County, Everton, Notts County, Preston North End, Stoke City, West Bromwich Albion y Wolverhampton Wanderers. En 1892 se amplió la liga a 16 equipos, al mismo tiempo que se creaba una Segunda División. En la temporada 1919-1920 ambas divisiones quedaron compuestas por 22 equipos, formándose además la Tercera División, que fue dividida en 1924 en dos secciones (Norte y Sur), con 20 equipos cada una. En la temporada 1958-59 se eliminaron ambas secciones dando paso a una Tercera y una Cuarta División.
En 1905 la FA se afilia a la FIFA, fundada un año antes en París, sin embargo se retira de dicha entidad en 1920. Cuatro años después vuelve a afiliarse, desafiliándose en 1928, por diferencias surgidas en torno al estatus de los equipos considerados oficialmente amateurs. Por esta razón, Inglaterra no participó en los Campeonatos Mundiales de Fútbol de 1930, 1934 y 1938. Finalmente, en 1946, la FA retorna definitivamente a la FIFA.
Su actual presidente es el Príncipe Guillermo de Cambridge

## Las 13 reglas del fútbol de 1863
El reglamento creado en 1863 por la Football Association de Inglaterra es considerado como el primero del fútbol. Las históricas 13 reglas creadas ese año son la base de las actuales:
| 1. El largo máximo del campo deberá ser de 200 yardas, la anchura máxima deberá ser de 100 yardas, el largo y el ancho deberán estar delimitados con banderas; y la meta será definida por dos postes verticales, separados por ocho yardas, sin ninguna cinta o barra entre ellos. 2. Un sorteo por las metas deberá realizarse, y el juego deberá comenzar mediante una patada con balón detenido desde el centro del campo por el bando que haya perdido el sorteo por las metas; el otro lado no deberá acercarse a menos de 10 yardas del balón hasta que haya sido sacado. 3. Después de que se consiga un gol, el bando perdedor deberá tener derecho a sacar, y los dos lados deberán cambiar metas después de que cada gol sea obtenido. 4. Un gol deberá ser obtenido cuando el balón pase entre los postes de meta o sobre el espacio entre los postes de meta (a cualquier altura), sin haber sido lanzado, golpeado o transportado. 5. Cuando el balón se encuentre fuera del campo, el primer jugador que lo toque deberá lanzarlo desde el punto de la línea delimitadora por donde salió del campo en una dirección en ángulo recto a la línea delimitadora, y el balón no deberá estar en juego hasta que haya tocado el suelo. 6. Cuando un jugador haya pateado el balón, cualquiera del mismo lado que se encuentre más cerca de la línea de meta del oponente está fuera de juego, y no puede tocar el balón, ni de ningún modo impedir que lo haga otro jugador, hasta que él esté en juego; pero ningún jugador está fuera de juego cuando el balón es sacado desde detrás de la línea de meta. 7. En caso de que el balón vaya detrás de la línea de meta, si un jugador del lado al que pertenece la meta toca primero el balón, uno de su lado deberá tener derecho a un tiro libre desde la línea de meta en el punto opuesto al lugar en el que el balón deberá (sic) ser tocado. Si un jugador del lado opuesto toca primero el balón, uno de su lado deberá tener derecho a un tiro libre a la meta solamente desde un punto a 15 yardas de la línea de meta, opuesto al lugar donde el balón es tocado, con el lado opositor en la línea de meta hasta que haya realizado su tiro. 8. Si un jugador realiza una atrapada de aire ("fair catch"), deberá tener derecho a un tiro libre, mostrando que lo reclama mediante una marca con el taco simultáneamente; y para tomar ese tiro podrá retroceder tanto como desee, y ningún jugador del lado opuesto deberá avanzar más allá de la marca hasta que él haya pateado. 9. Ningún jugador deberá correr con el balón. 10. Ni zancadillas ni patadas deberán ser permitidas, y ningún jugador deberá usar sus manos para sujetar o empujar a su adversario. 11. Un jugador no deberá estar autorizado a lanzar el balón o pasarlo a otro con sus manos. 12. Ningún jugador deberá ser autorizado a tomar el balón del suelo con sus manos bajo ninguna excusa mientras se encuentre en juego. 13. Ningún jugador deberá ser autorizado a usar clavos salientes, placas de hierro o gutapercha (refuerzo de goma sólida) en las suelas de sus botas. |

## Competiciones nacionales de clubes
| Torneo                   | Última edición           | Vigente campeón                                                                                    |
| Competiciones masculinas | Competiciones masculinas | Competiciones masculinas                                                                           |
| ------------------------ | ------------------------ | -------------------------------------------------------------------------------------------------- |
| Premier League           | 32.ª edición (2023-24)   | Manchester City F. C.                                                                              |
| EFL Championship         | 20.ª edición (2023-24)   | Leicester City F. C.                                                                               |
| EFL One                  | 20.ª edición (2023-24)   | Portsmouth F. C.                                                                                   |
| EFL Two                  | 20.ª edición (2023-24)   | Stockport County F. C.                                                                             |
| National League          | 9.ª edición (2023-24)    | Chesterfield F. C.                                                                                 |
| Community Shield         | 101.ª edición (2023-24)  | Arsenal F. C.                                                                                      |
| FA Cup                   | 143.ª edición (2023-24)  | Manchester United F. C.                                                                            |
| EFL Cup                  | 64.ª edición (2023-24)   | Liverpool F. C.                                                                                    |
| EFL Trophy               | 42.ª edición (2023-24)   | Peterborough United F. C.                                                                          |
| FA Trophy                | 55.ª edición (2023-24)   | [[Archivo:\|class=notpageimage noviewer\|20x20px\|border\|Bandera de Tyne y Wear]] Gateshead F. C. |
| Competiciones femeninas  |                          | |
| Women's Super League     | 13.ª edición (2023-24)   | Chelsea F. C.                                                                                      |
| FA Women's Championship  | 6.ª edición (2023-24)    | Crystal Palace F. C.                                                                               |
| Women's Community Shield | 9.ª edición (2020-21)    | Chelsea F. C.                                                                                      |
| Women's FA Cup           | 54.ª edición (2023-24)   | Manchester United W. F. C.                                                                         |
| FA Women's League Cup    | 13.ª edición (2023-24)   | Arsenal W. F. C.                                                                                   |

## Palmarés

### Selecciones masculinas

#### Absoluta
| Competición               | Campeón         | Subcampeón      | Tercer puesto   |
| ------------------------- | --------------- | --------------- | --------------- |
| Copa Mundial de Fútbol    | 1 (1966)        | -               | -               |
| Eurocopa                  | -               | 1 (2020 y 2024) | 2 (1968 y 1996) |
| Torneo Olímpico de Fútbol | 2 (1908 y 1912) | -               | -               |

#### Sub-21
| Competición     | Campeón         | Subcampeón | Tercer puesto |
| --------------- | --------------- | ---------- | ------------- |
| Eurocopa Sub-21 | 2 (1982 y 1984) | 1 (2009)   | -             |

#### Sub-20
| Competición                   | Campeón                                                                | Subcampeón                        | Tercer puesto         |
| ----------------------------- | ---------------------------------------------------------------------- | --------------------------------- | --------------------- |
| Copa Mundial de Fútbol Sub-20 | 1 (2017)                                                               | -                                 | 1 (1993)              |
| Eurocopa Sub-19               | 11 (1948, 1963, 1964, 1971, 1972, 1973, 1975, 1980, 1993, 2017 y 2022) | 5 (1958, 1965, 1967, 2005 y 2009) | 3 (1979, 1983 y 1966) |

#### Sub-17
| Competición                   | Campeón         | Subcampeón      | Tercer puesto   |
| ----------------------------- | --------------- | --------------- | --------------- |
| Copa Mundial de Fútbol Sub-17 | 1 (2017)        | -               | -               |
| Eurocopa Sub-17               | 2 (2010 y 2014) | 2 (2007 y 2017) | 2 (1984 y 2002) |

### Selecciones femeninas

#### Absoluta
| Competición                     | Campeón         | Subcampeón      | Tercer puesto |
| ------------------------------- | --------------- | --------------- | ------------- |
| Copa Mundial Femenina de Fútbol | -               | 1(2023)         | 1 (2015)      |
| Eurocopa Femenina               | 2 (2022 y 2025) | 2 (1984 y 2009) | -             |
| Finalissima Femenina            | 1 (2023)        | -               | -             |